# Sainte-Agathe-d’Aliermont
Sainte-Agathe-d’Aliermont település Franciaországban, Seine-Maritime megyében. Lakosainak száma 298 fő (2022. január 1.). Sainte-Agathe-d’Aliermont Croixdalle, Londinières, Notre-Dame-d’Aliermont, Osmoy-Saint-Valery és Wanchy-Capval községekkel határos.

## Népesség
A település népessége az elmúlt években az alábbi módon változott:
| Lakosok száma | 315  | 309  | 319  | 310  | 306  | 302  | 298  | 300  | 298  |
|               | 2013 | 2015 | 2016 | 2017 | 2018 | 2019 | 2020 | 2021 | 2022 |